# 境港市立渡小学校
境港市立渡小学校（さかいみなとしりつ わたりしょうがっこう）は、鳥取県境港市渡町にある公立小学校。

## 沿革
- 1873年（明治6年）5月26日 - 渡小学校開校、渡・森岡村を学区とする。
  - 12月 - 蔵修学校と改称。
- 1883年（明治16年）4月 - 森岡村に分校設置。
- 1887年（明治20年）4月 - 渡尋常小学校と改称、森岡分校を簡易小学校とする。
  - 6月 - 高等小学校を併置、翌年廃止。
- 1888年（明治21年）5月 - 森岡簡易小学校廃止、渡尋常小学校に合併。
- 1906年（明治39年）1月 - 渡農業補習学校敷設。
- 1909年（明治42年）4月 - 渡尋常高等小学校と改称。
- 1941年（昭和16年）4月1日 - 国民学校令により渡国民学校と改称。
- 1947年（昭和22年）4月1日 - 学制改革により渡村立渡小学校と改称。
- 1954年（昭和29年）8月10日 - 町村合併により境港町立渡小学校と改称。
- 1956年（昭和31年）4月1日 - 市制施行に伴い境港市立渡小学校と改称。
- 1973年（昭和48年）4月 - 新校舎（現在地）に移転。

## 通学区域
- 渡町、森岡町、夕日ヶ丘二丁目、中海干拓地の内市道中海干拓地1号線以北[1]

## 進学先中学校
- 境港市立第三中学校

## 交通アクセス
- JR境線 境港駅前より
  - はまるーぷバスメインコース左回り「渡公民館」バス停より400m。

## 著名な関係者
出身者
- 上田まりえ（フリーアナウンサー、元日本テレビアナウンサー）[2]
- 大部由美（サッカー指導者、元女子サッカー選手・元なでしこジャパン）
- 木下桂（サッカー選手）

教職員
- 生住正信（教育者） - 元教師